# Szabota pacsirta
A szabota pacsirta (Calendulauda sabota) a verébalakúak (Passeriformes) rendjébe, ezen belül a pacsirtafélék (Alaudidae) családjába tartozó faj.

## Rendszerezése
A fajt Andrew Smith skót ornitológus írta le 1836-ban, a Mirafra nembe Mirafra sabota néven.

## Alfajok
- Calendulauda sabota plebeja (Cabanis, 1875) – északnyugat-Angola (Cabinda környéke);
- Calendulauda sabota ansorgei (W. L. Sclater, 1926) – Angola partvidéke (Benguela környéke és ettől délre);
- Calendulauda sabota naevia (Strickland, 1853) – északnyugat-Namíbia;
- Calendulauda sabota herero (Roberts, 1936) – közép- és dél-Namíbia;
- Calendulauda sabota bradfieldi (Roberts, 1928) – közép-Dél-afrikai Köztársaság;
- Calendulauda sabota waibeli (Grote, 1922) – észak-Namíbia, észak-Botswana;
- Calendulauda sabota sabotoides (Roberts, 1932) – közép- és dél-Botswana, nyugat-Zimbabwe, északnyugat-Dél-afrikai Köztársaság;
- Calendulauda sabota sabota (A. Smith, 1836) – kelet-Botswana, Zimbabwe, kelet-Dél-afrikai Köztársaság;
- Calendulauda sabota suffusca (Clancey, 1958) – délkelet-Zimbabwe, dél-Mozambik, kelet-Dél-afrikai Köztársaság, Szváziföld.

## Előfordulása
Afrika déli részén, Angola, Botswana, a Dél-afrikai Köztársaság, Mozambik, Namíbia, Szváziföld és Zimbabwe területén honos. Természetes élőhelyei a szubtrópusi és trópusi száraz cserjések és szavannák, sziklás környezetben. Állandó, nem vonuló faj.

## Megjelenése
Testhossza 15 centiméter, testtömege 21–31 gramm.
|  |

## Életmódja
Rovarokkal és magvakkal táplálkozik.

## Szaporodása
Októbertől májusig költ.

## Természetvédelmi helyzete
Az elterjedési területe rendkívül nagy, egyedszáma pedig növekszik. A Természetvédelmi Világszövetség Vörös listáján nem fenyegetett fajként szerepel.